# Міфи про зґвалтування
Міфи про зґвалтування — упереджені, стереотипні та помилкові переконання стосовно сексуального насильства, ґвалтівників і жертв зґвалтування. Вони часто служать для виправдання сексуальної агресії, створюють вороже ставлення до постраждалих і упередженість кримінального провадження.
Проведені обширні дослідження про типи, засвоєння і вплив міфів про зґвалтування. Міфи про зґвалтування істотно впливають на точки зору присяжних, слідчих органів, суддівства, злочинців і жертв. Помилкові погляди на зґвалтування призводять до звинувачення жертви, просоромлювання зґвалтованих (замість ґвалтівників), сумнівів у чесності потерпілих та інших проблем. Встановлення вини обвинувачуваного і призначення покарання за сексуальні злочини також знаходяться під впливом цих переконань.

## Розвиток поняття
Міфи про зґвалтування походять з різних культурних стереотипів, таких як традиційні гендерні ролі, прийняття міжособистісного насильства і нерозуміння природи сексуального насильства.
Міфи про зґвалтування вперше стали темою досліджень в 1970-х, коли ряд досліджень і книг присвятили дослідженню поняття. У 1974 році, наприклад, феміністка Сюзан Браунміллер знеславила «чоловічі міфи про зґвалтування», які «навмисно приховують справжній характер зґвалтування», у своїй книзі Проти нашої волі: чоловіки, жінки і зґвалтування. У тому ж році криміналісти Джулія та Герман Швендінгери (Schwendinger) вивчили розповсюджені оманливі уявлення про зґвалтування, в тому числі і судження, ніби зґвалтування було неможливим — тобто, що будь-яка жінка, якщо дійсно хотіла б, запобігла би зґвалтуванню; ідею, що жертва зґвалтування «напросилася»; і ідею про те, що чоловіки гвалтують через «неконтрольовану пристрасть». Вчені називають ці омани «сексистськими міфами», які «впливають на лікування постраждалих жінок.» Обидві роботи, Браунміллер і Швендінгерів, показали, що міфи про зґвалтування увічнюють чоловіче насильство над жінками шляхом переміщення провини зі злочинця на жертву, виправдовуючи ґвалтівника і мінімізуючи або виправдовуючи акт зґвалтування.
У 1980 році Марта Барт (Martha Burt) опублікувала перше велике дослідження прийняття (згоду, засвоєння) міфів про зґвалтування. Вона визначила ці міфи як «упереджені, стереотипні і помилкові переконання про зґвалтування, жертв зґвалтування та ґвалтівників», які створюють «клімат, несприятливий для жертв зґвалтування.» Дане визначення стало широко вживаним.
У 1994 році Кімберлі Лонсвей (Kimberly A. Lonsway) та Луїза Фітцджеральд (Louise F. Fitzgerald) визначили міфи про зґвалтування як «ставлення і переконання, які в основі є помилковими, проте широко і наполегливо поширюються і служать, щоб заперечувати і виправдовувати чоловічу сексуальну агресію проти жінок».
Деякі вчені-чоловіки, такі як Gerd Bohner та Heike Gerger, протестували проти загальновживаних визначень, пропонуючи альтернативні визначення міфів про зґвалтування (що, як характерно, не включало згадок про чоловіків як джерело агресії), наприклад, такі: «описові чи розпорядчі переконання про зґвалтування (чи їх причини, умови, наслідки, винних, потерпілих та їх взаємодії), які служать, щоб заперечувати, применшувати чи виправдовувати сексуальне насильство щодо жінок».
Лонсвей, Фітцджеральд та Діана Пейн (Diana L. Payne) у 1999 році писали, що термін «міф про зґвалтування» не означає, що представлений у міфі сценарій ніколи не відбувається, адже, наприклад, «є певний відсоток жінок, які зробили помилкові повідомлення про зґвалтування». Проте масштаб цього відсотка, порівняно з кількістю реально зґвалтованих жінок, є мізерним. Тому міфи про зґвалтування за природою «в цілому неправдиві», і їх функція -  відкидати і виправдовувати віктимізацію жінок.

## Поширені міфи про зґвалтування
Конкретні міфи про зґвалтування можуть різнитись залежно від культури й суспільства, проте загальний консенсус дослідниць та дослідників стверджує існування чотирьох основних типів міфів:
1. висловлення сумніву або невіри повідомленню жертви про зґвалтування,
2. звинувачення жертви за те, що її зґвалтували,
3. виправдання ґвалтівника,
4. припущення, що тільки певний тип жінок ґвалтують[14].

Внутрішню структуру та поєднуваність окремих міфів, що робить можливим погоджуватися з ними та засвоювати їх (тобто прийняття міфів) описано у розділі Прийняття міфів про зґвалтування.

### Міфи про зґвалтування жінок
Оскільки абсолютна більшість постраждалих від зґвалтувань — жінки, міфи про зґвалтування стосуються в основному зґвалтування жінок чоловіками. Такі міфи є найстарішими та найпоширенішими, і ось деякі з них:
- Ніби жінки здебільшого чи повсякденно брешуть про зґвалтування[15][16][17][18][19].
- Ніби те, в що одягнута потерпіла, може призвести до сексуального насильства над нею, чи що зґвалтування є виною жертви, а не злочинця, якщо на ній був відкритий («провокуючий») одяг[20][21].
- Ніби жертви, а не злочинці, несуть відповідальність за зґвалтування, якщо жертви були нетверезі, коли його над ними вчинили[22][23][24].
- Ніби більшість зґвалтувань вчиняються незнайомцями.[16][17][20][25] (Насправді більшість зґвалтувань вчиняються друзями, членами родини, знайомими потерпілих жінок та дівчат)[26][5][27][28].
- Ніби коли чоловік платить за вечерю чи побачення, то від жінки очікується відплата сексом[15][16][18].
- Ніби жінки, яких зґвалтували, часто цього заслуговували - особливо, якщо вони зайшли в дім чоловіка чи сіли в його машину; чи що такі дії автоматично означають чи прирівнюються до згоди на секс[1][16][19].
- Ніби це не зґвалтування, доки жертва відбивається/фізично протистоїть, або що це не зґвалтування, поки жертва фізично скута чи ушкоджена[16][20][29][30] (в реальності багато зґвалтувань не включають фізичного примусу, як у випадках з жертвами, обмеженими в можливостях або несвідомими, або коли нерівновладні стосунки змушують жертву підкорятись)[31][32][30][33].
- Ніби жінка повинна бути здатною уникнути зґвалтування, «відбившись» від ґвалтівника, і що вона відповідальна за те, щоб це зробити[1][5].
- Ніби деякі жінки таємно мріють бути зґвалтованими[17][19][20][27].
- Ніби неможливо зґвалтувати дружину чи сексуальну партнерку[20][17][19].
- Ніби зґвалтування — це просто небажаний секс, а не карний злочин[17].
- Ніби жінка «просила/напросилася» на зґвалтування — наприклад, фліртом, провокативним вбранням, вживанням алкоголю чи попередньою сексуальною розкутістю — чи що тільки той певний «тип» жінок (т. зв. «поганих дівчаток») ґвалтують[1][11][10][19][27][34].
- Ніби чоловіки нездатні контролювати себе, як тільки сексуально збудяться, і тому жінки відповідальні за зґвалтування, якщо допустили речам зайти так далеко.[16][20][29]
- Ніби згода на поцілунки, петинг тощо автоматизує згоду на статевий акт[35].
- Ніби в більшості випадків жінки фальшиво свідчать про неіснуючі зґвалтування: «зі злості», «щоб подолати провину після сексу, про який жалкують», «щоб приховати небажану вагітність» чи «для привернення уваги»[20][29] (В реальності, за наявними світовими даними, жінки в цілому повідомляють поліцію про менше ніж 2 % зґвалтувань, котрих зазнають).
- Ніби зґвалтування в основному мотивоване сексуально (багато вчених виявили, що не секс, а влада та/або гнів часто є головним мотиватором зґвалтувань)[25][36].
- Ніби більшість ґвалтівників є психічно нездоровими[19][27][36].
- Ніби згода на один сексуальний акт включає згоду на наступні (і тому зґвалтування неможливе, якщо жертва та ґвалтівник раніше мали секс за згодою)[35].
- Ніби «справжні» жертви повідомляють про зґвалтування негайно, а ті, хто мовчать, справжніми жертвами не є, «не такі вже й зґвалтовані», а отже, злочину не було. В реальності жертви часто не повідомляють про зґвалтування через соціальний тиск, ризик наслідків, психологічну травматизацію на кшталт ПТСР, депресій, тривожних розладів, також відомих як Синдром травми зґвалтування[en]. Жертви зґвалтувань часто переживають породжені міфами про зґвалтування та/або нав'язані оточуючими провину та сором, що стримують їх від повідомлення про злочин, тим паче термінового)[3][35][37][38]. З тієї ж причини (екстерналізованих в культуру міфів про зґвалтування, що зґвалтування ніби-то є «соромом» для потерпілої жінки, ознакою її (а не злочинця) «зіпсованості» тощо) близькі чи знайомі, котрим жінки зізнаються про зґвалтування, відмовляють їх від звернення до правоохоронних органів. Фінальною ланкою в ланцюгу приховування та безкарності зґвалтувань є відмови правоохоронців приймати заяви про зґвалтування та розслідувати його злочин. При цьому правоохоронці користуються тим же інструментарієм міфів про зґвалтування, звинувачуючи, соромлячи та, нерідко, принижуючи потерпілу, аби вона не домагалася слідства, таким чином повторно віктимізуючи її[37][39][38][40][41].

### Міфи про зґвалтування чоловіків
Невелика кількість досліджень про прийняття зґвалтувань чоловіків (гвалтують чоловіків здебільшого інші чоловіки, рідко — жінки) виявила наступні міфи:
- Ніби бути зґвалтованим іншим чоловіком асоціюється з втратою маскулінності (див. Удар сорому).
- Ніби чоловіки, які пережили сексуальне насильство з боку інших чоловіків, повинні бути геями.
- Ніби чоловіки не в змозі функціонувати сексуально, якщо вони не є сексуально збудженими.
- Ніби чоловіки не можуть бути змушені до сексу проти їхньої волі.
- Ніби чоловіки менше страждають від пережитого сексуального насильства, ніж жінки.
- Ніби чоловіки знаходяться в стані постійної готовності прийняти будь-яку сексуальну можливість.
- Ніби чоловік повинен бути здатний захистити себе від сексуального насильства.

Ці міфи можуть також включати переконання:
- «Заперечення»: те, що зґвалтування чоловіків не існує.
- «Звинувачення»: що зґвалтування чоловіків — це вина жертв.
- «Травма»: що чоловіки менш травмовані зґвалтуванням.

## Проблеми, спричинені міфами про зґвалтування
- Поширеність міфів про зґвалтування є однією з основних причин для зґвалтувань, звинувачення та стигматизації жертв[2][3]. Книга Кейт Гардінґ[en] Asking for It (Напросилася) 2015 року розповідає про поширені міфи щодо зґвалтувань і про відмінності зґвалтувань жінок і чоловіків. За Гардінґ, одна з 5 жінок і один з 71 чоловіків у США з'ясують, як це — бути зґвалтованими. Вона пише: «Жінки не є більш важливими, ніж будь-які інші потенційні жертви, проте ми є основними цілями повідомлень і міфів, які підтримують культуру зґвалтування. Кого завгодно можна зґвалтувати, але чоловіки не привчені жити в жаху про це, це не їх постійно попереджають, що їхній одяг, вибори під час подорожей, споживання алкоголю і вирази сексуальності можуть накликати на них насильство».[44]:19
- Звинувачення жертв та стигматизація. Міфи про зґвалтування можуть спричинювати звинувачення постраждалими у зґвалтуванні самих себе, змушують їх не повідомляти про напад, а також формулюють відповіді суддів і присяжних, чинячи негативний вплив на постраждалих[19]. Дослідження показують, що співробітники поліції часто недовірливі до жертв зґвалтування з урахуванням їх віктимізації, і що багато з поліцейських вірять у міфи про зґвалтування[17][45][46]. Саме в поліції часто відбувається повторна віктимізація постраждалої, внаслідок чого жінки нерідко забирають заяву.
- Упереджена система правозахисту. У зв'язку з вищим прийняттям міфів про зґвалтування серед чоловіків, ніж серед жінок, а також через інші гендерні відмінності у сприйнятті і точках зору, дослідження Патриції Єнсі Мартін (Patricia Yancey Martin), Джона Рейнольдса та Шеллі Кейт виснувало, що «судова система, складена виключно з чоловіків, відрізняється від складеної з жінок і чоловіків у рівному співвідношенні»[47]. Цей коментар продовжено працями Mallios і Meisner, які стверджують, що прийняттю міфів про зґвалтування в судових провадженнях можна запобігти. Так, допит свідка може бути використаний для стримування упереджень присяжних, пов'язаних з міфами про зґвалтування[48]. Ця проблема ще більш ускладнюється тим фактом, що слідчі органи, різні учасники правової системи, контакти для жертв зґвалтування, наприклад, найближчий лікар, зазвичай у більшості чоловіки, ніж жінки[44].

- Замовчування нападів + фальшива статистика. Такі стереотипи зменшують схильність жертв повідомляти про випадки зґвалтувань, домагань і нападів. Ця зменшена звітність про злочини презентує нереалістичну картину і веде до подальших проблем через переконання, що злочини, про які повідомляється, є підробленими, помилковими, або навряд чи правдивими. В Asking for It Кейт Гардінґ пише про зґвалтування, що «ми не схильні розглядати його як тяжкий злочин, поки одночасно немає доказів інших злочинів»[44]. Авторка також цитує психолога Девіда Лісака (David Lisak): «зрештою, тільки нікчемна купка ґвалтівників коли-небудь відбувала термін за зґвалтування. Шокуючий результат, враховуючи, що ми розглядаємо зґвалтування як близьке до вбивства в систематиці насильницьких злочинів»[44].

## Прийняття міфів про зґвалтування

### Вимірювання
У 1980 році Марта Барт (Martha R. Burt) розробила шкалу прийняття міфів про зґвалтування — Rape Myth Acceptance Scale (RMA/S). Це був перший інструмент виміру віри особистості в міфи про зґвалтування, і він став широковживаним. Прийняття міфів оцінювалося через 19 запитань: перші 10 складалися з тверджень, котрі передбачали, що жертви самі винні в тому, що їх зґвалтували, та прохання оцінити правдивість цих тверджень за 7-бальною шкалою від «цілком погоджуюсь» до «цілком не погоджуюсь». 11-те твердження, на противагу попередній ідеї, питало, чи правда, що зґвалтованою може бути кожна жінка. Решта 8 пунктів пропонували вгадати відсоток фальшивих заяв про зґвалтування та оцінити, більш чи менш респонденти вірять у те, що жертва зґвалтування визначається її особистими характеристиками (як-то гендер, вік чи стосунки з досліджуваним).
Оригінальне дослідження Берт виявило, що багато американців (досліджувались чоловіки) вірили в міфи про зґвалтування. Більше половини респондентів погодились, що «жінка, яка йде до будинку або квартири чоловіка» на першому побаченні, «передбачає, що вона готова до сексу», і що у більшості випадків зґвалтування «жертва вела безладне статеве життя або у неї була погана репутація». Більше половини респондентів запропонували 50 % або більше зґвалтувань, про які, на їх думку, жінки повідомляють «тільки тому, що жінка намагається повернути чоловіка» чи «намагаються прикрити позашлюбну вагітність».
Іншим інструментом стала 45-пунктова Illinois Rape Myth Acceptance Scale (IRMA), розроблена Діаною Пейн (Diana L. Payne), Кімберлі Лонсвей (Kimberly A. Lonsway) та Луїзою Фітцжеральд (Louise F. Fitzgerald) у 1999 році. Вони постановили, що "прийняття міфів про зґвалтування найбільш адекватно концептуалізується як конструкт, що включає обидва основні компоненти та 7 окремих компонентів-міфів:
1. «Вона напросилася»;
2. «Це не було справжнє зґвалтування»;
3. «Він не хотів (He didn't mean to)»;
4. «Вона насправді хотіла цього»;
5. «Вона збрехала»;
6. «Зґвалтування — тривіальна подія»;
7. «Зґвалтування — аномальна подія»[10].

Розробниці IRMA проаналізували відповіді на 95 тверджень про зґвалтування, щоб створити свою шкалу.
На основі IRMA було розроблено китайську шкалу прийняття міфів, Chinese Rape Myth Acceptance Scale (CMRA), культурно-специфічну для прийняття міфів про зґвалтування в китайському суспільстві. Шкала функціонує в рамках культурно-адаптованого визначення зґвалтування, бо в Китаї, зокрема, юридичне визначення зґвалтування не передбачає відповідальності за зґвалтування у шлюбі і не поширюється на жертв-чоловіків. Крім того, дане визначення виключає «види примусової сексуальної поведінки, такі як інші види статевого акту, включаючи оральний секс, анальний секс, і проникнення у вагіну чи анус інших частин тіла, таких як пальці чи інші предмети». Китайський варіант зберіг 25 з 45 пунктів оригінальної шкали і повертає п'ятифакторну структуру. Цими складовими міфу є:
1. «Жертви зґвалтування хочуть бути зґвалтованими»,
2. «Звинувачення у зґвалтуванні часто помилкові»;
3. «Зґвалтування повинні включати насильство»;
4. «Жертви відповідальні за те, що їх зґвалтували»;
5. «Мотивація до зґвалтування є доступною для розуміння»[50].

### Вплив медіа на прийняття міфів про зґвалтування
Онлайн-опитування першокурсників та першокурсниць 2013 року в Північно-Західному університеті США виявили, що жінки, які споживали мейнстрімні спортивні програми, були більш схильні приймати міфи про зґвалтування. Як для чоловіків, так і для жінок, що дивляться спортивні програми, знижується ймовірність того, що вони висловлять наміри втрутитися, якщо побачать сексуальне насильство. Інше опитування 2011 року виявило, що перегляд серіалів пов'язаний з вищим прийняттям міфів про зґвалтування, а перегляд кримінальних фільмів, навпаки, з нижчим.